# Cá ép thông thường
Cá ép thông thường (danh pháp khoa học: Remora remora) là một loài cá thuộc họ Cá ép. Vây lưng của nó đó có 22 - 26 vây tia mềm, có vai trò như một cốc hút, tạo ra một chân không để cho phép nó để bám vào các động vật biển lớn hơn, chẳng hạn như cá voi, cá heo, cá mập và rùa biển.

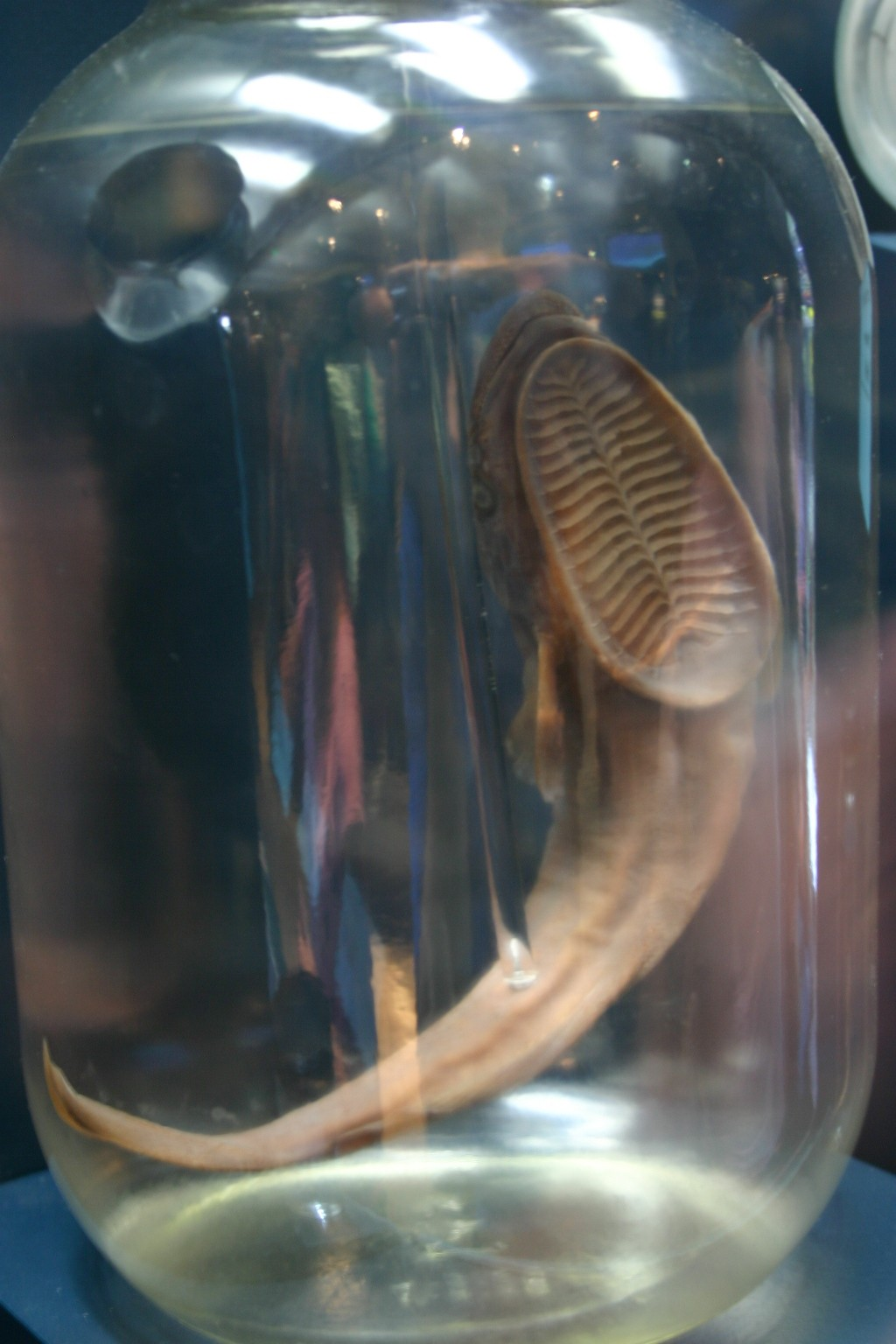
Remora remora

Loài cá này có một vây lưng và vây hậu môn như giác hút. Cơ thể của nó có thể là màu nâu, đen hoặc màu xám. 
Cá ép thông thường và vật chủ bị nó bám dường như tham gia vào một mối quan hệ hội sinh, chứ không có vẻ gây tác động tiêu cực con cá chủ của nó. Con cá chủ cung cấp nước chuyển động nhanh để rửa mang của nó và một luồng thực phẩm ổn định, mang nó đi theo và bảo vệ nó. Cá ép thông thường bám vào con chủ trong thời gian có thể kéo dài đến ba tháng. Trong thời gian này, cá ép thông thường có thể di chuyển nơi bám của nó nếu nó cảm thấy bị đe dọa. Nó không thể tồn tại trong nước tĩnh lặng; nó cần dòng nước chảy qua mang của nó để cung cấp oxy.
Loài cá này được tìm thấy trong vùng nước biển ấm áp và đã được nhìn thấy ở Tây Địa Trung Hải và Đại Tây Dương, cũng như Biển Bắc.
Một cặp cá ép thông thường giao phối có thể bám vào cùng một vật chủ, và trung thành với con chủ. Cá ép thông thường ăn thức ăn thừa từ con cá chủ của nó, cũng như các sinh vật phù du và các loài chân chèo ký sinh trùng.

## Hình ảnh

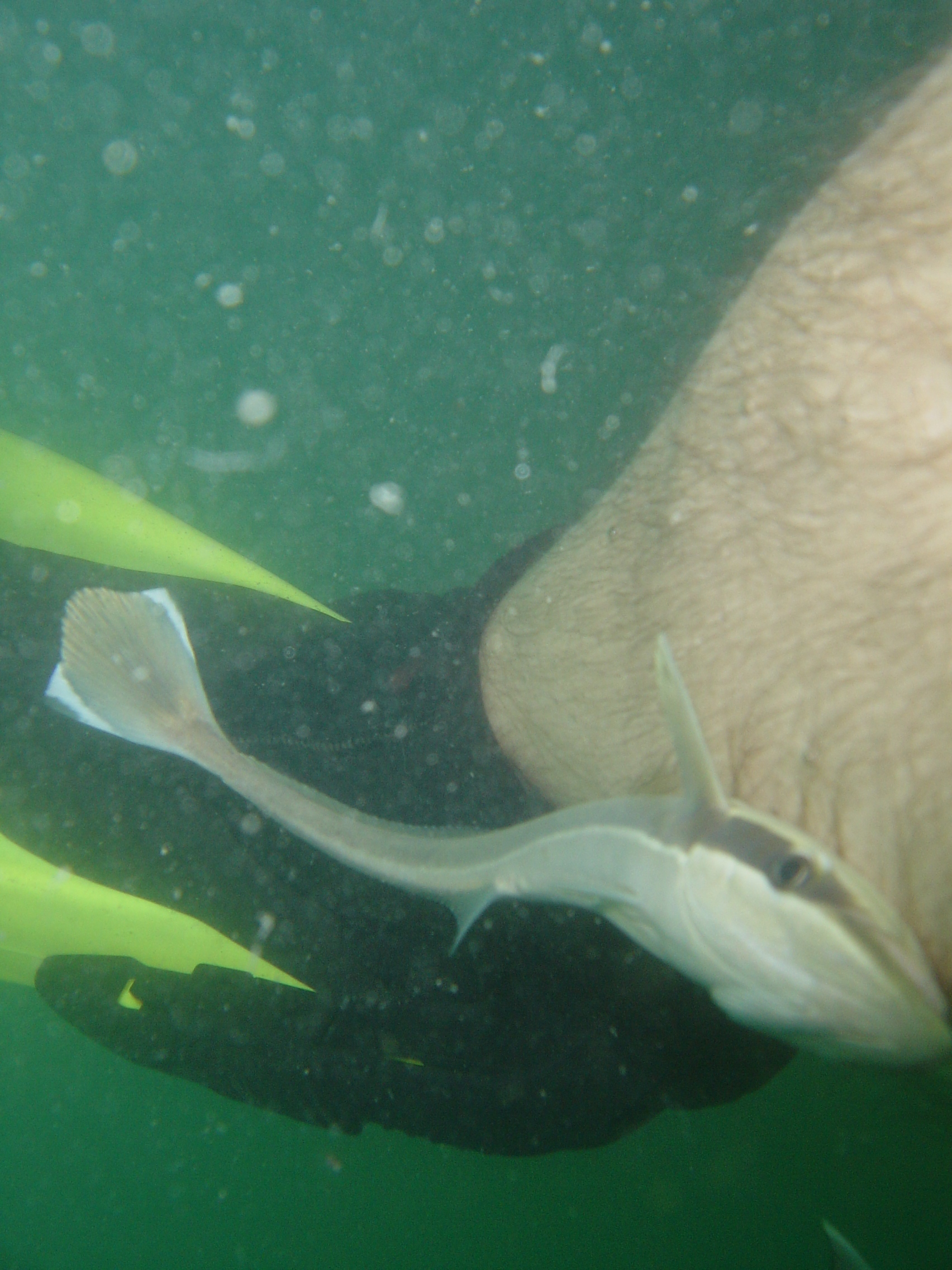
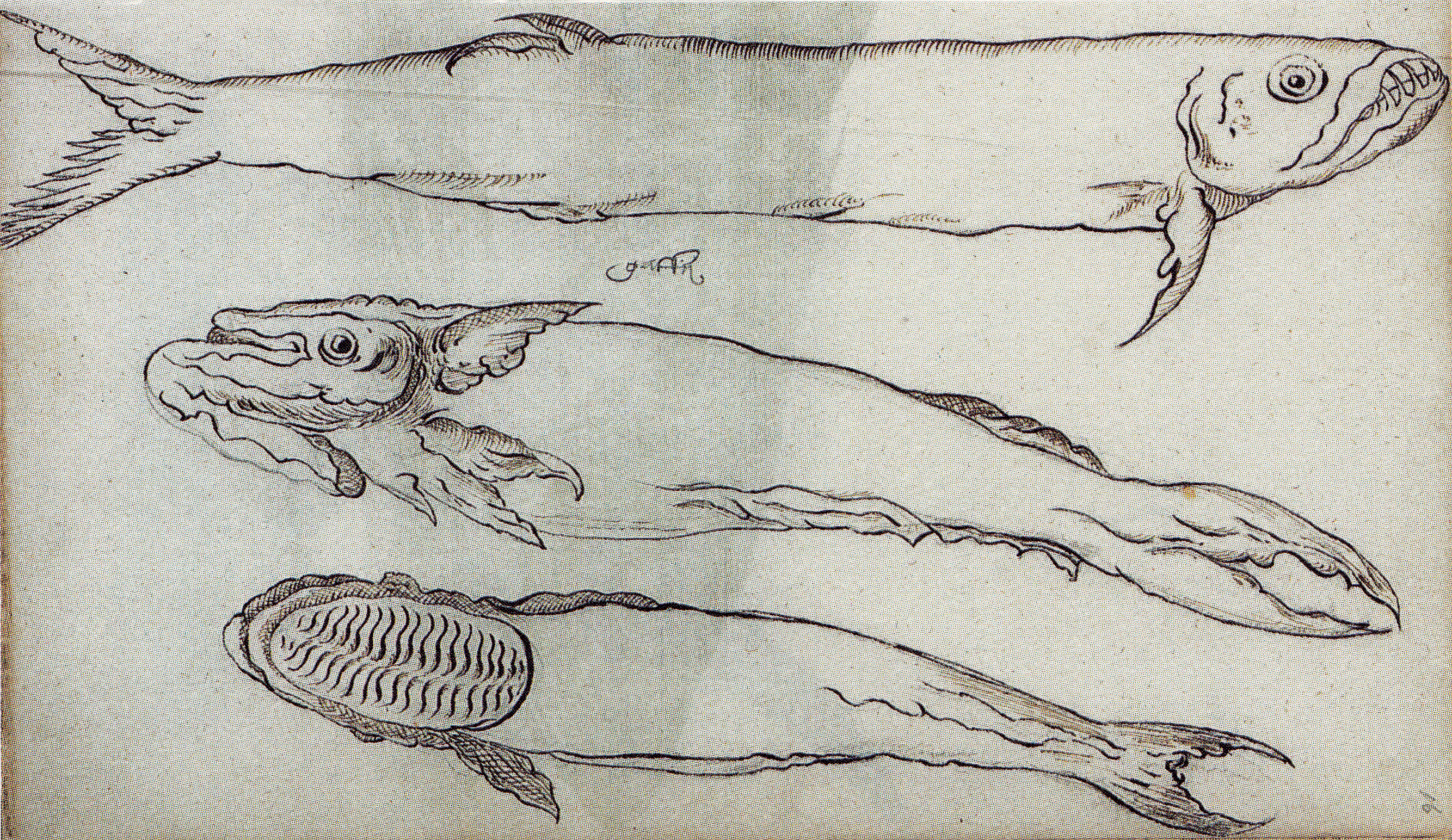
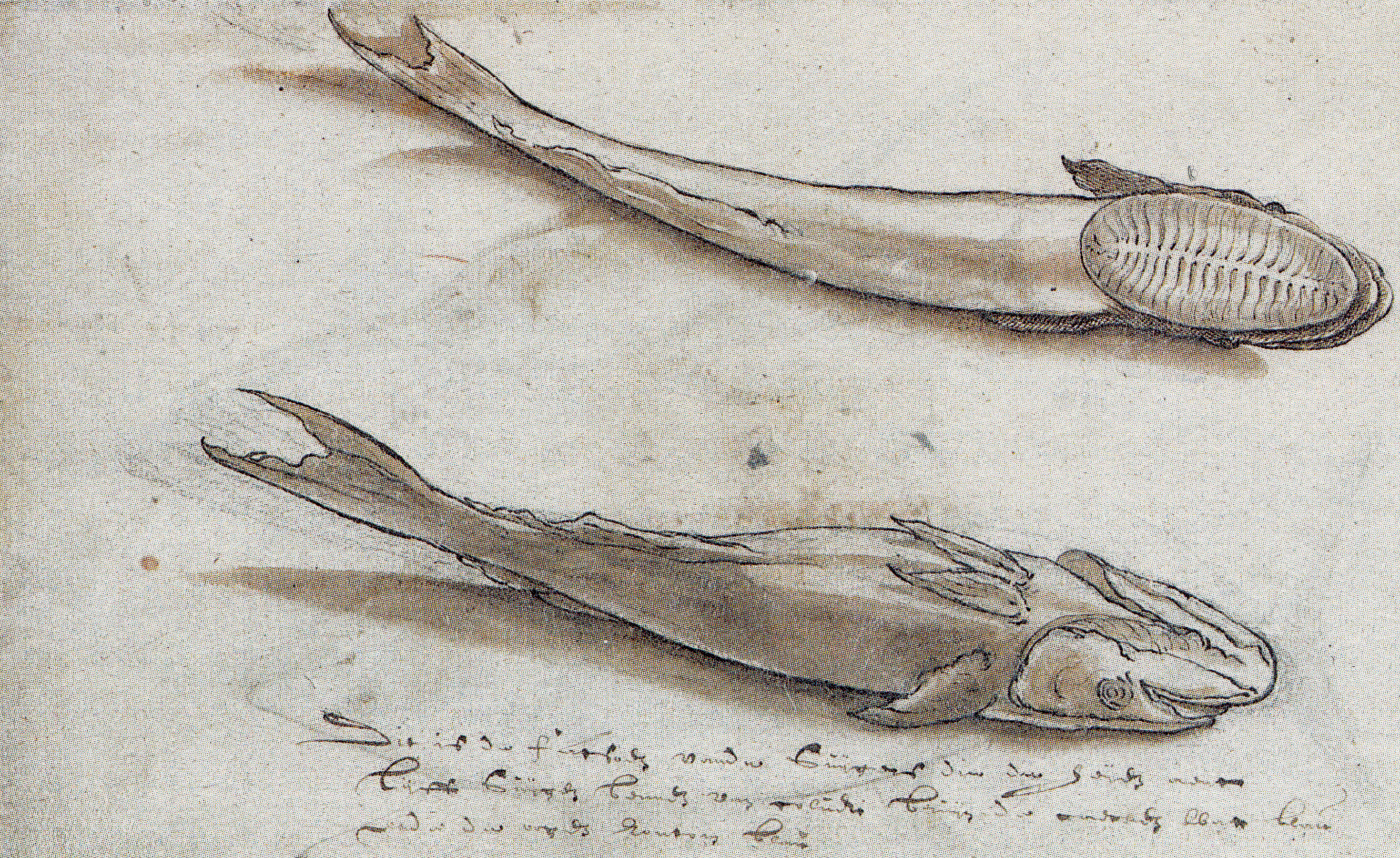
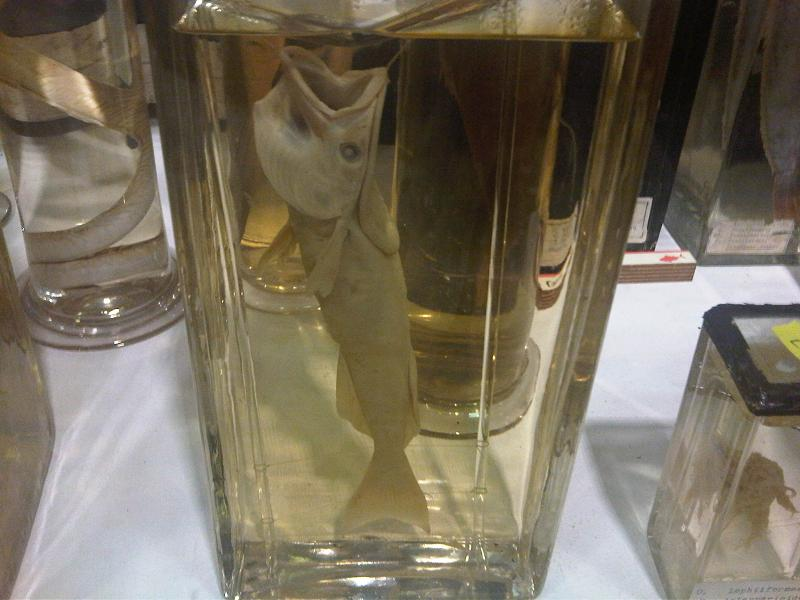